# 센타우루스자리 A

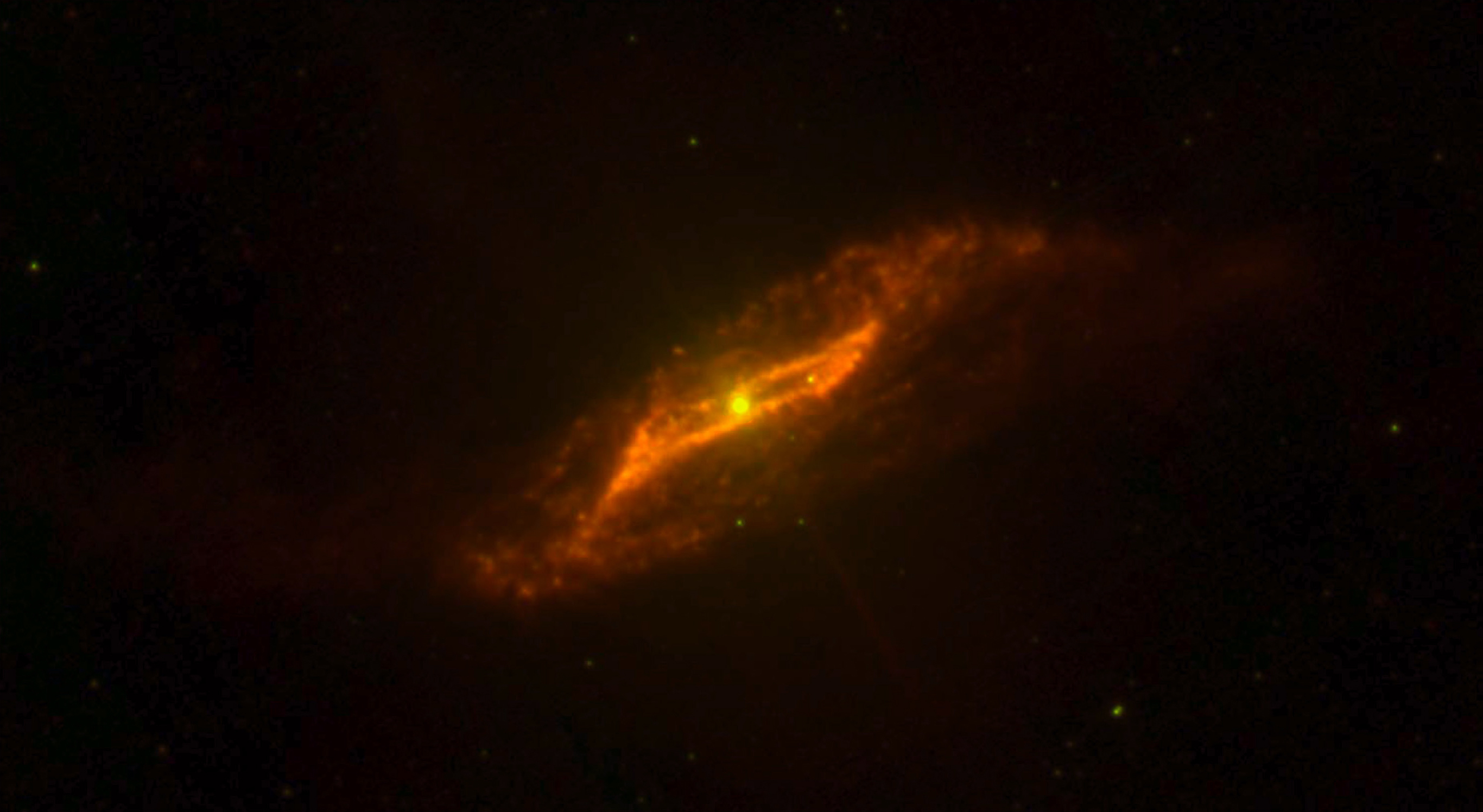
The full disk by SST

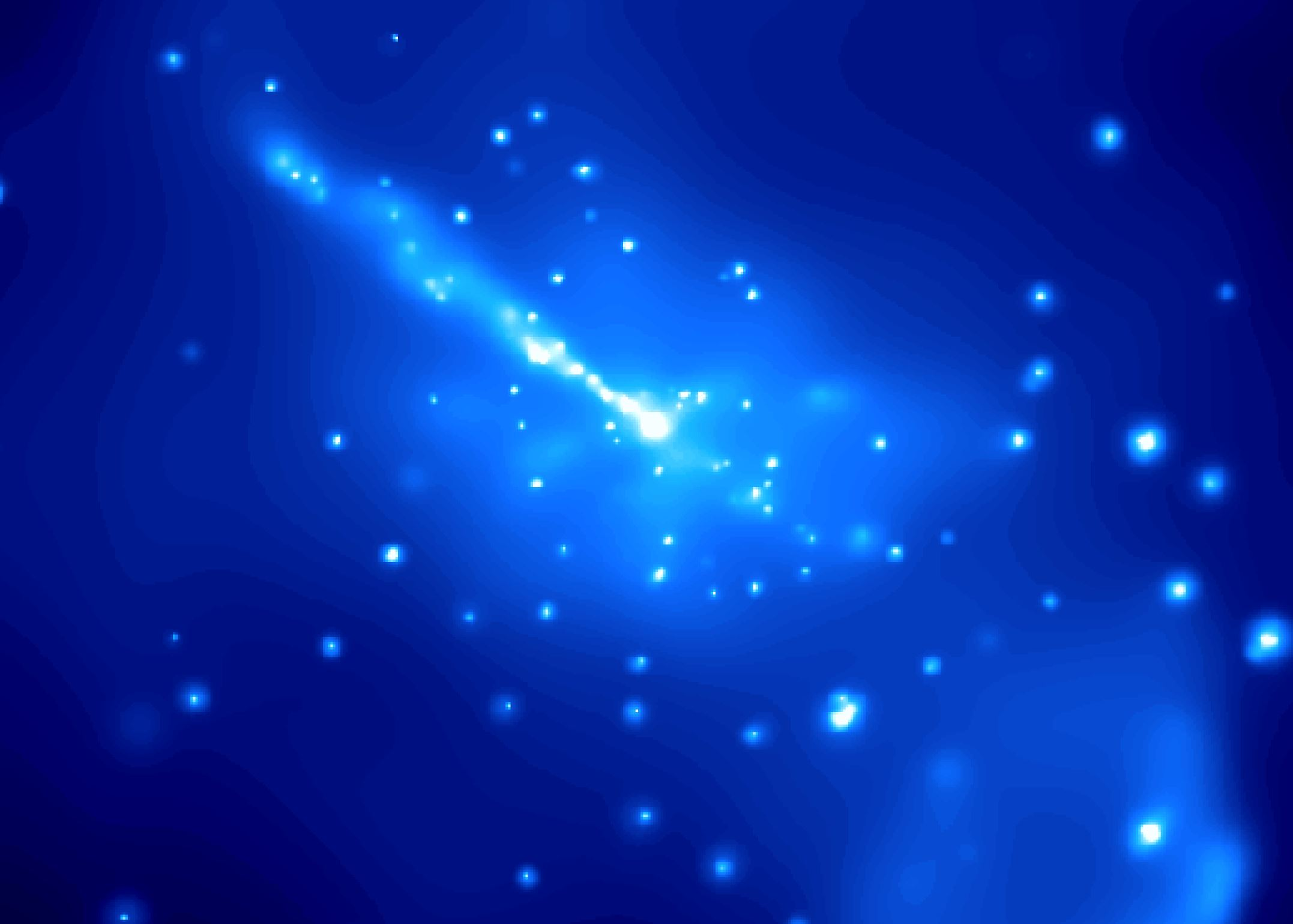
X선 파장대.

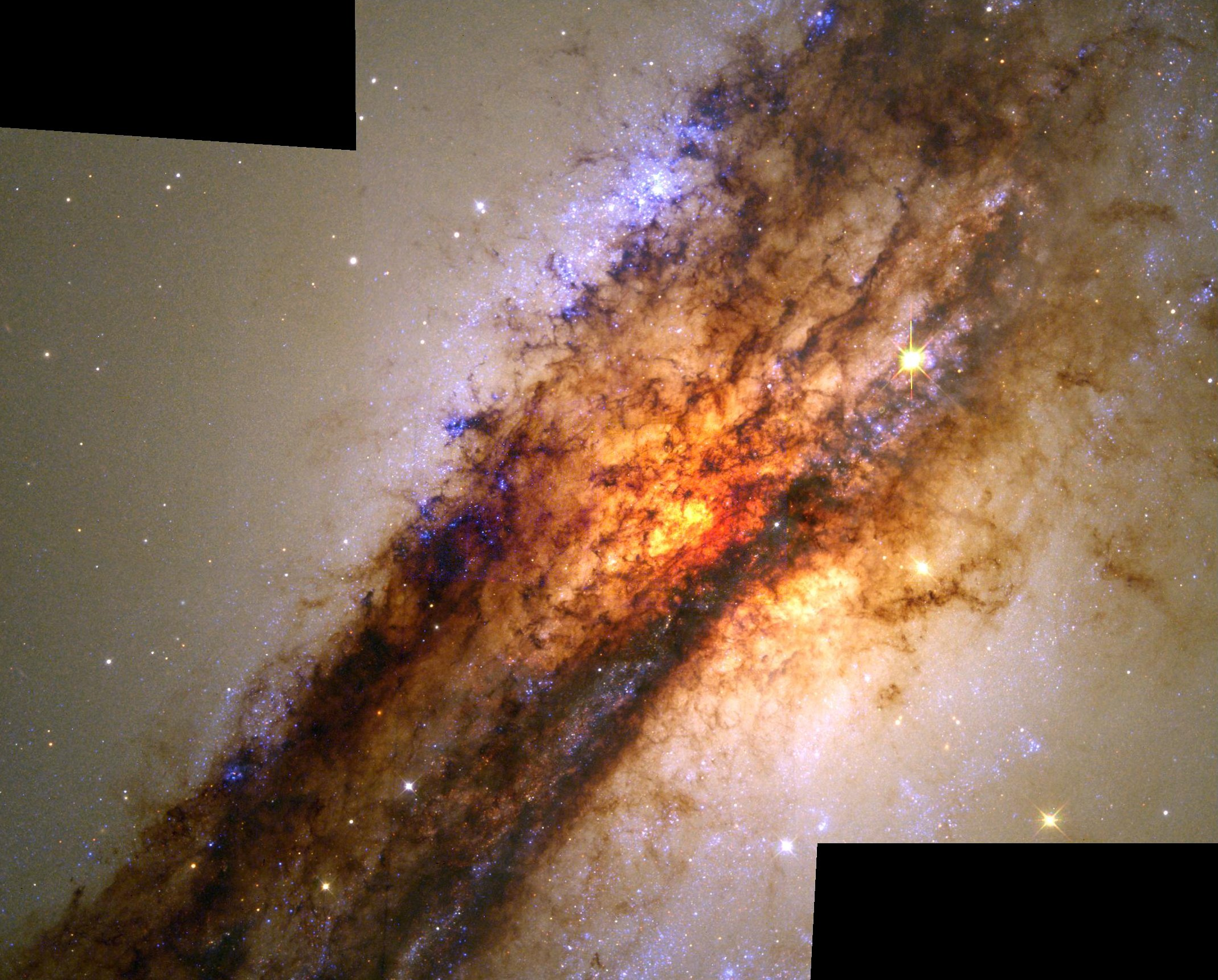
센타우루스 A 은하의 핵 앞쪽에 있는 먼지 원반의 허블 우주 망원경 사진.

센타우루스자리 A 은하(영어: Centaurus A, NGC 5128)는 우리 은하로부터 약 1,400만 광년 떨어져 있는, 센타우루스자리에 있는 특이 은하이다. 이것은 지구에 가장 가까운 라디오 전파원 중 하나이며, 그래서 이 활동 은하핵은 전문적인 천문학자들에게 광범위하게 연구되어왔다. 은하 자체도 전천에서 다섯 번째 밝으며, 근처(은하의 중심에 있는 초대질량 블랙홀이라고 여겨지는 곳)로부터 에너지를 얻어내는 상대론적 제트는 X선과 라디오 파장을 방출한다.

## 초신성
- 1986년에 SN 1986G가 폭발하였다.

- 2016년에는 SN 2016adj가 폭발하였다.

## 신성들의 발견

### 2025년
2025년 6월 14일에는 발광 적색 신성인 SN 2025nok가 발생하기도 하였다.

## 형태
센타우루스자리 A 은하는 특이한 형태를 갖고 있다고 할 수 있다. 지구에서 보면, 이 은하는 렌즈형 은하 또는 타원 은하가 먼지 띠와 겹쳐있는 것처럼 보인다.. 이 은하계의 특이한 점은 1847년에 허셸에 의해 처음 인식되었고, 《특이 은하 지도(Atlas of Peculiar Galaxies)》(1966)에 먼지의 흡수와 함께 "교란된" 은하의 대표적인 예로서 수록되었다.. 은하계의 특이한 형태는 일반적으로 두 개의 작은 은하의 합병(타원은하와 나선은하의 합병)에 의한 것으로 여겨지고 있다.
이 은하계의 팽대부(bulge)는 주로 진화된 적색 별들로 이루어져 있다.. 어쨌거나, 먼지 원반은 가장 최근의 별이 생성되는 곳이 되어 왔다. - 이 원반에서 100개가 넘는 별 생성 영역이 확인되었다

## 초신성
초신성 하나가 센타우루스 A에서 발견되었다. SN 1986G라는 초신성이 센타우루스 A의 검은 먼지 띠 속에서 R. Evans에 의해 1986년 발견되었다. 그 후 이 초신성은 1a형의 초신성이라는 것이 확인되었다..

## 이웃 은하와 은하군 정보
센타우루스자리 A는 가까운 은하군인 센타우루스 A/M83 은하군 내부의 두 개의 부분군 중 하나의 중심에 있다..
메시에 83(남쪽 바람개비 은하)는 또 다른 부분군의 중심에 있다. 이들 두 부분군은 하나의 은하군으로 인식되기도 하며, 경우에 따라서는 두 개의 은하군으로도 인식된다. 어쨌든, 센타우루스 A 주변의 은하계들과 M83 주변의 은하계들은 물리적으로 서로 가까이 놓여 있으며, 양쪽 부분군은 상대적으로 움직이지 않는 것으로 여겨진다.

## 아마추어 천문 정보
센타우루스자리 A는 대략 오메가 센타우리의 4°북쪽에 위치해 있다. 은하가 꽤 밝고, 상대적으로 꽤 큰 크기이기 때문에 아마추어 천문 관찰에 이상적인 은하이다. 밝은 중심과 어두운 먼지 띠는 파인더나 커다란 쌍안경으로 볼 수 있으며 다른 세부적인 모습은 큰 망원경으로 볼 수 있을 것이다. 남반구 및 적도 부근에서는 잘 보이지만, 북위 30도 이상에서는 남중 고도가 약 10도로, 보기 힘들다.

## 같이 보기
- 메시에 87
- NGC 1316

## 참고 자료
- STScI. Hubble Provides Multiple Views of How to Feed a Black Hole. Press release: Space Telescope Science Institute. March 14, 1998.
- Chandra X-Ray Observatory Photo Album Centaurus A Jet